# Pablo Pena (Teksas)
Pablo Pena je naseljeno mjesto za statističke potrebe u američkoj saveznoj državi Teksas. Prema popisu stanovništva iz 2010. u njemu je živjelo 63 stanovnika.